# Zonguldak (provincie)
Zonguldak je turecká provincie na jižním pobřeží Černého moře. Jejím hlavním městem je Zonguldak. V roce 2000 měla 615 599  obyvatel. Má rozlohu 3 481 km².

## Administrativní členění
Zonguldakská provincie se dělí na 6 distriktů:
- Zonguldak
- Alaplı
- Çaycuma
- Devrek
- Gökçebey
- Karadeniz Ereğli